# Ferring (Dänemark)
Ferring ist ein Ort in der Lemvig Kommune der Region Midtjylland im Westen Dänemarks. Es ist bekannt für den südlich liegenden Leuchtturm Bovbjerg Fyr.

## Geografie
Ferring liegt im Nordwesten Dänemarks, etwa auf halber Strecke zwischen Nissum Fjord und Limfjord an der Nordseeküste. Die hügelige Landschaft fällt direkt am Ortsrand in einer Steilküste zum Strand hin  ab, der einzige Ort in Dänemark, wo sich ein geologischer Querschnitt der Eiszeitschichten der letzten beiden Eiszeiten finden lässt. Etwas nördlich unterhalb des Dorfs liegt der See Ferring Sø. Die Umgebung ist besonders geprägt durch viele einzelne Bauernhöfe, die nächsten kleinen zusammenhängenden Siedlungen sind Trans und Fjaltring im Süden, Dybe im Südosten sowie das Ferienhausgebiet Vejlby Klit im Norden.

## Sehenswürdigkeiten
- Bovbjerg Fyr
- Ferring Kirke
- Jens Søndergaard Museum mit Werken des expressionistischen Malers Jens Søndergaard[2][3]